# ジア・カーン
ジア・カーン（Jiah Khan 本名：Nafisa Rizvi Khan, 1988年2月20日 - 2013年6月3日）は、インドの女優。
ニューヨークに生まれ、ロンドンで育ち、その後ムンバイに移り住む。父親はムスリムのインド系アメリカ人、母親はヒンドゥー教徒のインド人の女優だった。
2007年、『ニーシャブッド』で女優デビュー。2008年には『ガージーニ』、2010年には『ハウスフル』と立て続けに映画に出演。ボリウッド期待の若手女優として注目されていたが、2013年6月3日、ムンバイ市内の自宅で首吊り自殺した。25歳。
カーンの死はボリウッドに大きな衝撃を与え、彼女の出演作品の監督らが哀悼のコメントを出した。死の数か月前に、3本の映画出演契約を結んでいたという。

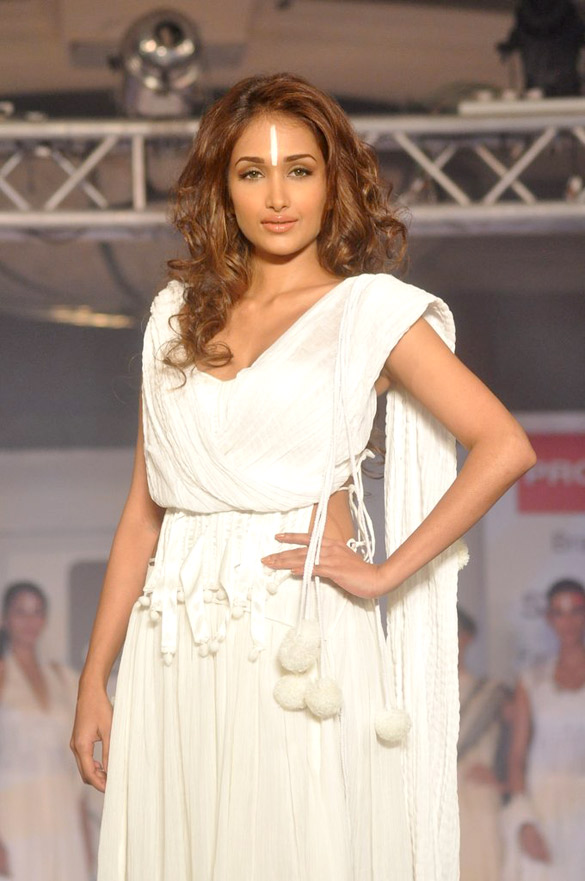
2012年5月、ファッションショーにて